# Saliçuca
Saliçuca (em sânscrito: Sālisuka) ou Xalixuca (em sânscrito: Śāliśuka) foi o sexto imperador do Império Máuria do Subcontinente Indiano. Embora a seção Iuga Purana do Garga Samita o mencione como um governante briguento e injusto, também é conhecido como sendo de "palavras justas".
| “ | Naquela bela Puspapura, ocupada por menos de cem reis, estará Saliçuca, nascido à destruição da verdade, o fruto do carma (Destino). Esse rei, filho do carma, de mente alegre [mas] apaixonado pelo conflito, [será] um opressor de seu próprio reino, de fala correta, mas de conduta injusta | ” |
|   | — Iuga Purana. |   |

De acordo com os Puranas, foi sucedido por Devavarmã.